# 3976 Lise
3976 Lise è un asteroide della fascia principale del diametro medio di circa 26,29 km. Scoperto nel 1983, presenta un'orbita caratterizzata da un semiasse maggiore pari a 2,7575397 UA e da un'eccentricità di 0,0680823, inclinata di 12,73189° rispetto all'eclittica.